# Chips
Pour les autres significations, voir Chips (homonymie).

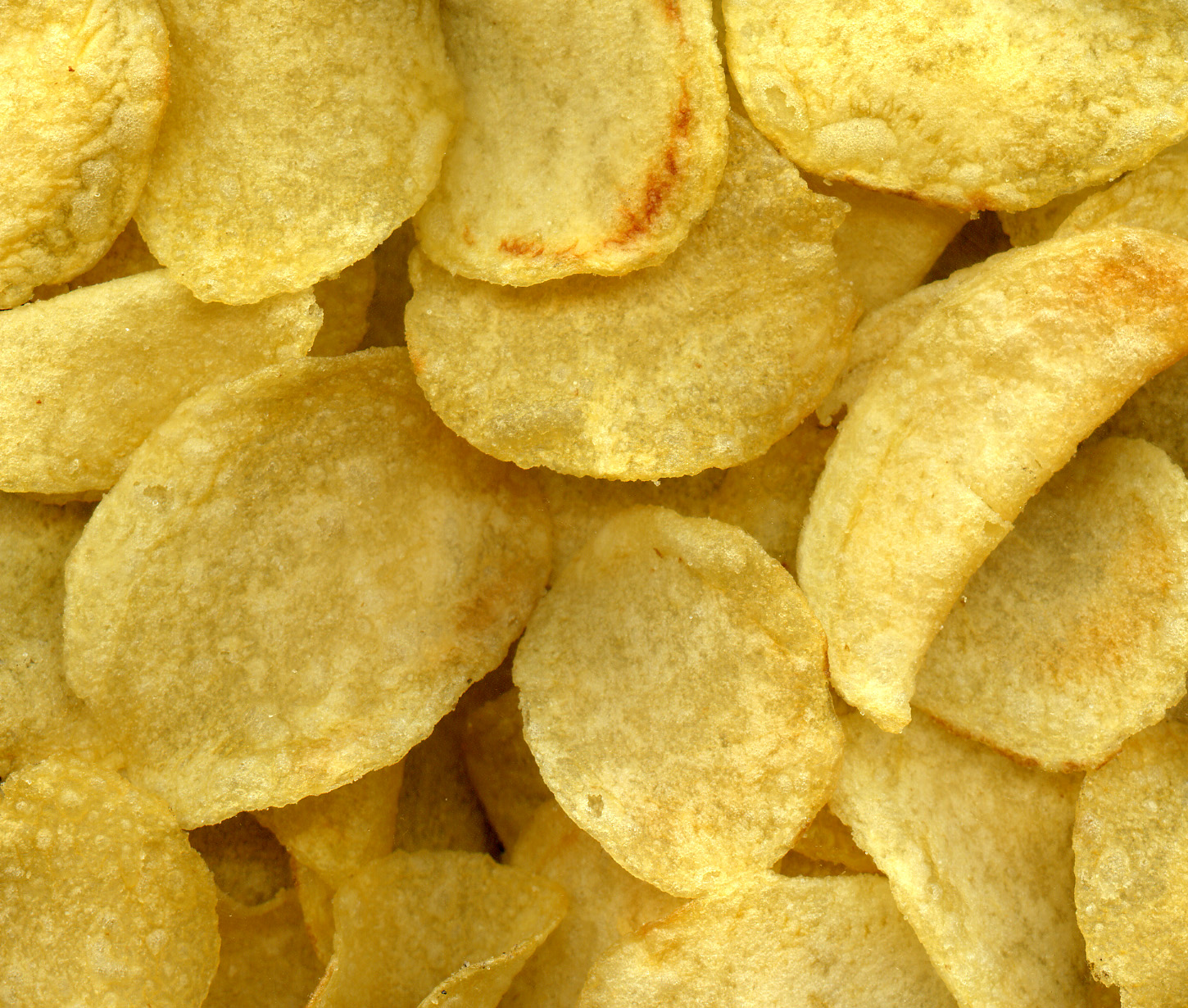
Chips à base de pomme de terre.

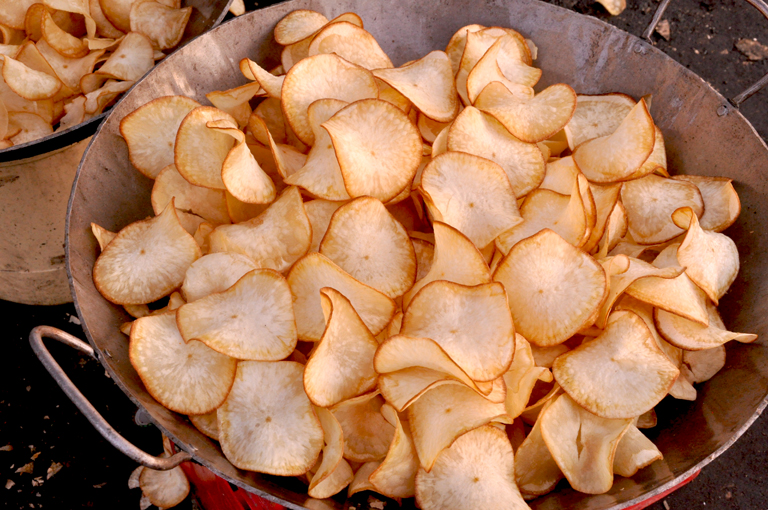
Chips de manioc.

Les chips ou pommes chips, connues aussi sous le néologisme de croustilles au Canada, sont de fines tranches végétales frites dans l'huile, ce qui les rend craquantes. Elles sont constituées généralement de pommes de terre, mais peuvent aussi être faites de légumes (manioc, patate douce, betterave, Chou kale, etc.) ou de fruits (pomme, banane, durian, etc.). Il existe aussi des chips reconstituées, fabriquées à partir de pommes de terre déshydratées. Les chips classiques sont assaisonnées seulement de sel, mais on peut trouver d'autres condiments, des herbes, des épices et différents arômes naturels pour produire des chips d'un goût différent.
Les chips sont une nourriture de grignotage qui peut être servie en apéritif ou en accompagnement d'un mets. Elles sont consommées couramment dans la plupart des pays occidentaux, notamment aux États-Unis, au Canada et au Royaume-Uni.

## Étymologie et genre
Le nom, qui s'emploie toujours au pluriel, vient de l'anglais chip, « éclat », « copeau de bois ».
En français, selon Larousse 1959 et Robert 1972, chips était un nom masculin pluriel. Les Belges utilisent ce nom au masculin. D'autres lui donnent le féminin comme genre. C'est le cas du Grand dictionnaire terminologique (Québec), ainsi que la plupart des dictionnaires en ligne (Dictionnaire de l'Académie française, Trésor, Larousse, Reverso, Encarta, Mediadico, Alexandria), bien que le Centre national de ressources textuelles et lexicales propose les deux genres.
Le terme anglais britannique et australien chips désigne en fait les frites. Les chips sont nommées crisps au Royaume-Uni et en Irlande. En Amérique du Nord, on utilise chips ou potato chips, alors qu'on dit french fries pour des frites.

## Origine
L'origine des chips remonterait à des recettes publiées dans des livres de cuisine tels que le Shilling Cookery for the People d'Alexis Soyer, paru en 1845, ou The Virginia House-Wife de Mary Randolph paru en 1824 ainsi que dans deux autres livres de cuisine contemporains. The Cook's Oracle de William Kitchiner paru en 1822, qui fut un succès de librairie en Angleterre et aux États-Unis, contient une recette de Potatoes fried in slices or shavings (pommes de terre frites en tranches ou en copeaux), qui consiste à « éplucher de grosses pommes de terre, les couper en tranches d'environ un quart de pouce d'épaisseur, ou les couper en copeaux en rond, comme on le ferait pour peler un citron ; les sécher soigneusement dans un linge propre, et les faire frire dans du saindoux ou de la graisse de bœuf »,.
Il faut donc considérer les affirmations selon lesquelles le produit trouve ses origines à Saratoga (New York) en 1853 avec le scepticisme approprié.
L'invention des chips est souvent attribuée à George Crum, un chef cuisinier. C'est à cause d'un client (qui pourrait être Cornelius Vanderbilt) particulièrement exigeant que George Crum mit au point, malgré lui, ce qui allait devenir le mets le plus répandu au monde. Pour la deuxième fois de suite, le client refuse son assiette de frites, trop épaisses à son goût. Énervé, le chef George Crum décide non plus de tailler les pommes de terre mais de les émincer en tranches aussi fines que possible. Quelques minutes de friture, un peu de sel et le tour est joué. Mais contre toute attente ces « copeaux » de pommes de terre ont un véritable succès. George Crum décide même d'en faire sa spécialité et de les inscrire sur sa carte. Ils sont appelés Saragota chips en référence à Saratoga Springs, ville où ils ont vu le jour. Toutefois, Georges Crum étant à la fois afro-américain et amérindien, il ne peut en aucun cas déposer de brevet aux États-Unis pour cette invention.

Ce mets devint assez prisé dans les années 1920, avec la naissance d'une demande nationale qui correspond à l'invention de la machine à chips, mise au point par Herman Lay, un vendeur ambulant du sud des États-Unis.
Les chips sont d'abord vendues en tubes, mais cet emballage pose un problème important : les chips du fond sont trop salées et trop grasses. On utilise alors un sachet scellé. Laura Scudder invente le sachet à chips hermétique en joignant tout simplement deux feuilles de papier paraffiné, ce qui permet en plus de conserver les chips sans les dessécher jusqu'à l'ouverture avant la date indiquée.
Les marchands de chips ont varié les recettes afin de toucher un maximum de clients. Le propriétaire de l'entreprise Tayto fut le premier à proposer des chips au fromage, aux oignons ou vinaigrées.[réf. nécessaire]

## Produit

### Valeur nutritionnelle
Sur le plan nutritionnel, les chips n'ont pas une grande valeur nutritive. Elles sont très caloriques (plus de 500 kcal/100 g), très riches en matières grasses (environ 36 g de lipides/100 g) et très riches en sodium (0,6 g/100 g). Leur consommation n'est pas recommandée par les nutritionnistes et doit être exclue en cas d'excès de poids.

### Variétés
(février 2024).
Si vous disposez d'ouvrages ou d'articles de référence ou si vous connaissez des sites web de qualité traitant du thème abordé ici, merci de compléter l'article en donnant les références utiles à sa vérifiabilité et en les liant à la section « Notes et références ».
En pratique : Quelles sources sont attendues ? Comment ajouter mes sources ?
Il existe des chips de différentes formes et de différents goûts. Les chips peuvent être de différentes épaisseurs, gaufrées et/ou calibrées. 
Les saveurs de chips sont adaptées par les industriels aux goûts des consommateurs locaux. Par exemple au Japon, le consommateur peut trouver des chips saveur wasabi, sauce soja ou teriyaki. En Russie, on trouve des chips au caviar, de marque Lay's. 
Au-delà du simple goût « sel », les saveurs les plus communément répandues sont fromage, vinaigre, oignons, épicé, barbecue. Le choix offert varie selon les pays. Ainsi les saveurs de chips possibles sont très variées en fonction des propositions des fabricants. 
La marque Flodor a longtemps proposé des pommes gaufrettes, des chips de taille ondulée mais croisée d'une face à l'autre (aujourd'hui vendue sous le nom de Gril), et des pommes pailles, chips en forme de petits bâtonnets assez fins et croustillants.
En Belgique, le goût « sel » est le plus répandu, mais on trouve aussi des chips au paprika, à la « bolognaise », « barbecue », aux cornichons (appelées « pickles »), au fromage, à la cacahuète, au ketchup, etc. En 2010, la marque Lay's a sorti une version limitée « cheeseburger » (appelée « bicky ») et « peperoni » de ses chips ondulées.
En février 2013, un concours lancé par Lay's a permis de proposer quatre nouvelles saveurs : Salade César Crémeuse, Perogies bacon & oignons, Sandwich grillé au fromage & ketchup, Orignal à l'Érable. 
En France, la marque Bret's de la société bretonne Altho, qui travaille aussi avec des marques de distributeurs et représente une chips sur trois consommée, propose plusieurs saveurs de chips dont poulet braisé, kebab, pizza au feu de bois, huître ou curry.
Enfin, il existe des chips ondulées d'épaisseur variable, comme celles que propose Vico.

### Aliments similaires
Les chips font partie des aliments salés servis à l'apéritif, dont les bâtonnets « frites », maïs soufflé, cacahuètes enrobées, chips reconstituées telles que les Pringles.

### Chips zébrées

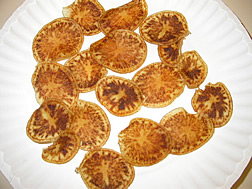
apparence de « chips zébrées ».

Les chips zébrées résultent d'un défaut de fabrication lié à la qualité des tubercules utilisés. Elles présentent des rayures sombres inesthétiques qui les rendent invendables, bien qu'elles ne présentent pas de danger pour le consommateur. Ces défauts, dus à la présence de sucres solubles en excès qui brunissent à la friture, sont en fait liés à une maladie de la pomme de terre qui serait provoquée par une bactérie, Candidatus Liberibacter solanacearum, dont le vecteur serait un psylle, Bactericera cockerelli. Cette maladie est apparue pour la première fois au Mexique en 1994, avant de se diffuser dans divers pays, dont les États-Unis et la Nouvelle-Zélande,.

## Galerie de la production
Il faut en moyenne trois à quatre kilogrammes de pommes de terre pour produire un kilo de chips. Les photographies ci-dessous présentent les principales étapes du processus de fabrication des chips « maison ». Tout d'abord le découpage en lamelles de la pomme de terre, puis ces lamelles sont plongées dans un bain d'huile chaude pendant plusieurs minutes.

Fabrication de chips artisanales
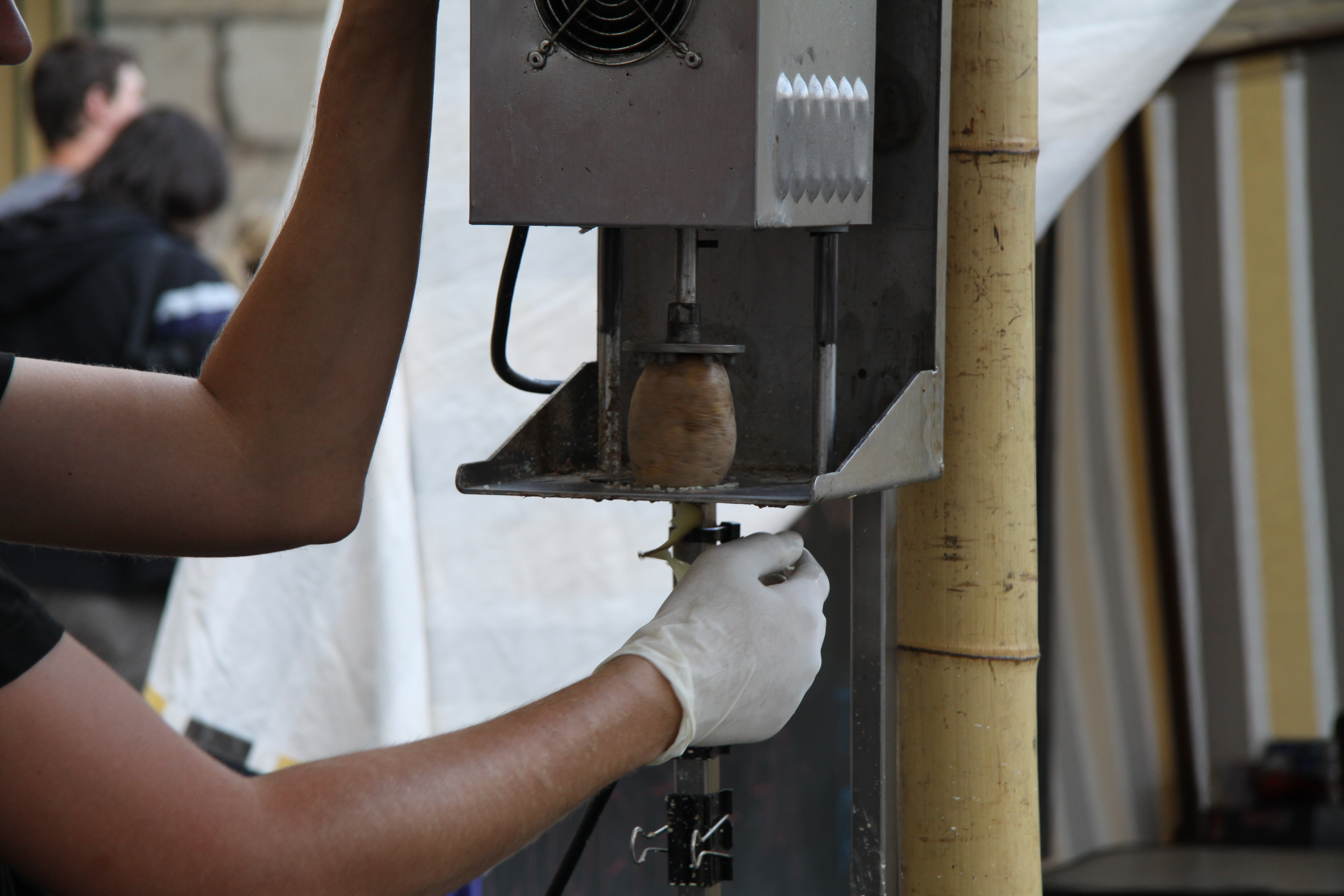
Découpage en lamelles de la pomme de terre crue.
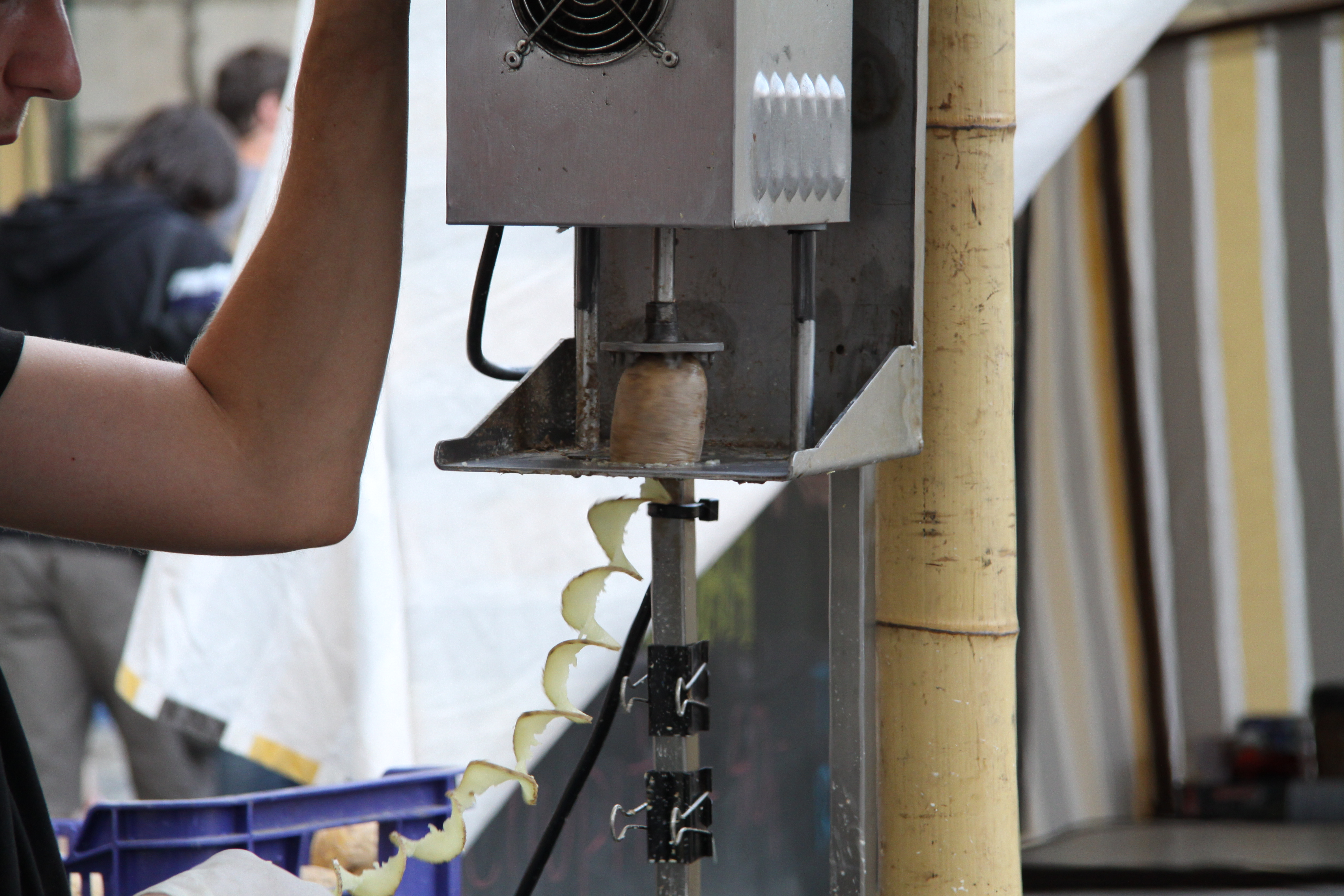
Découpage de la pomme de terre.
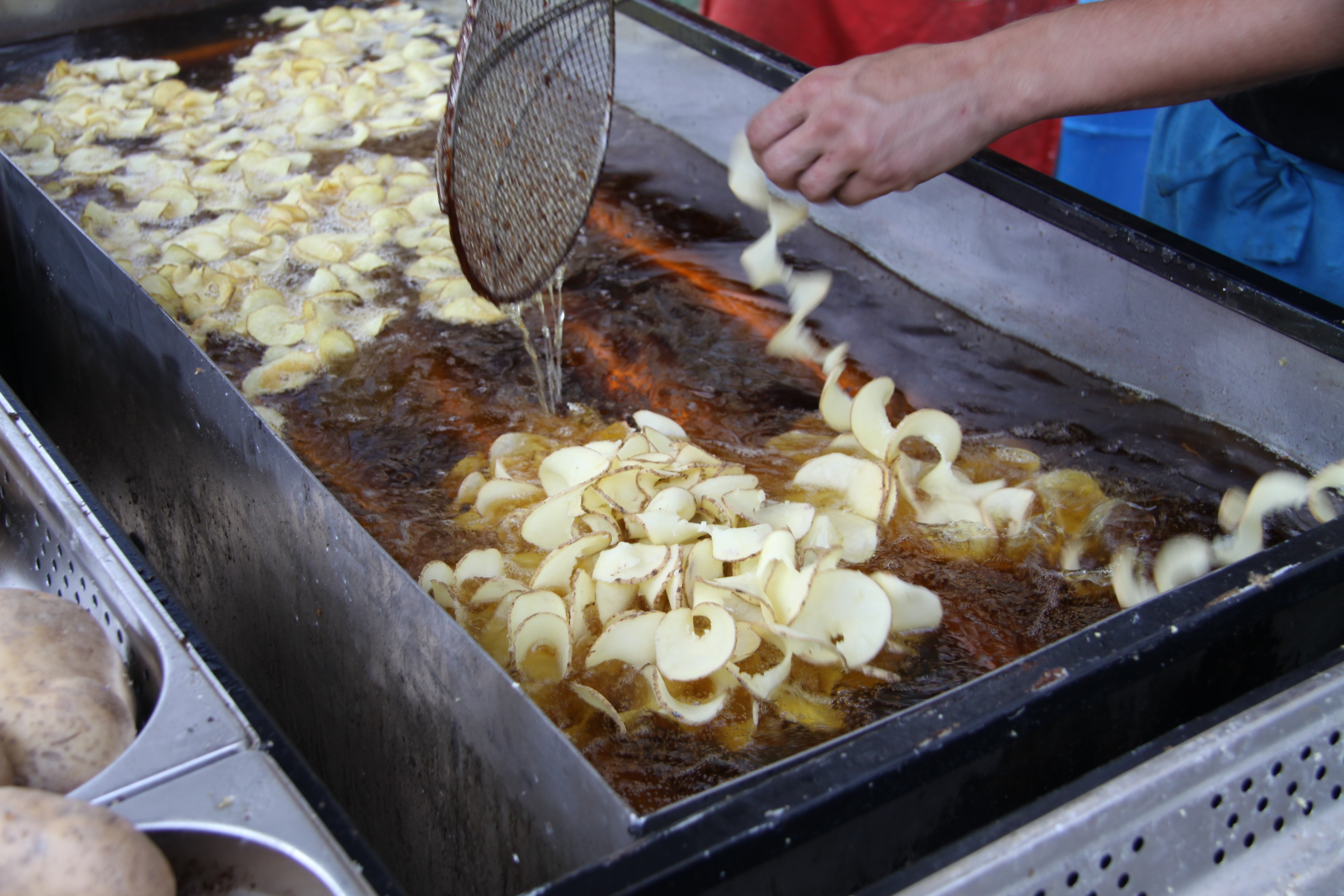
Début de friture à haute température.
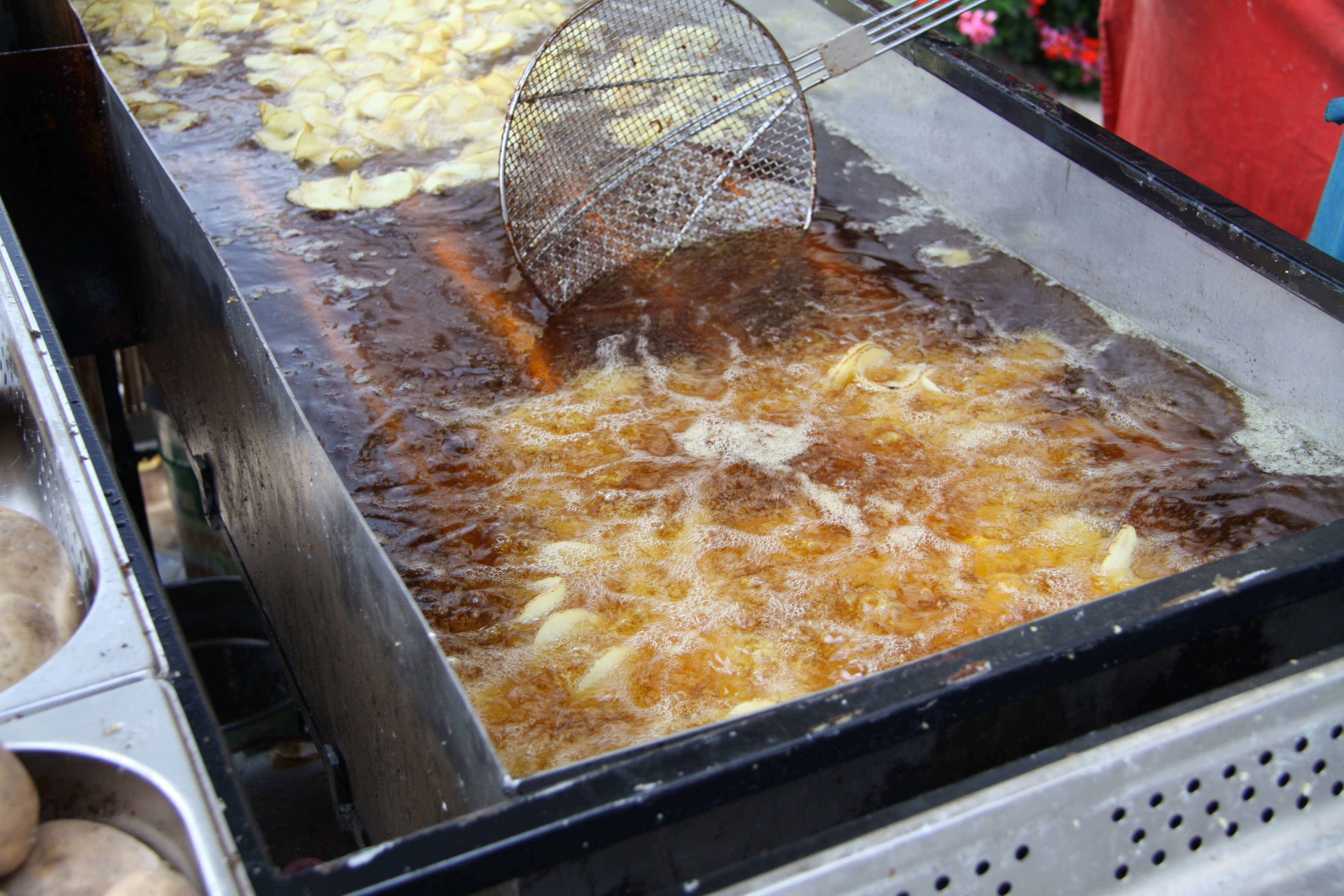
Fin de friture.
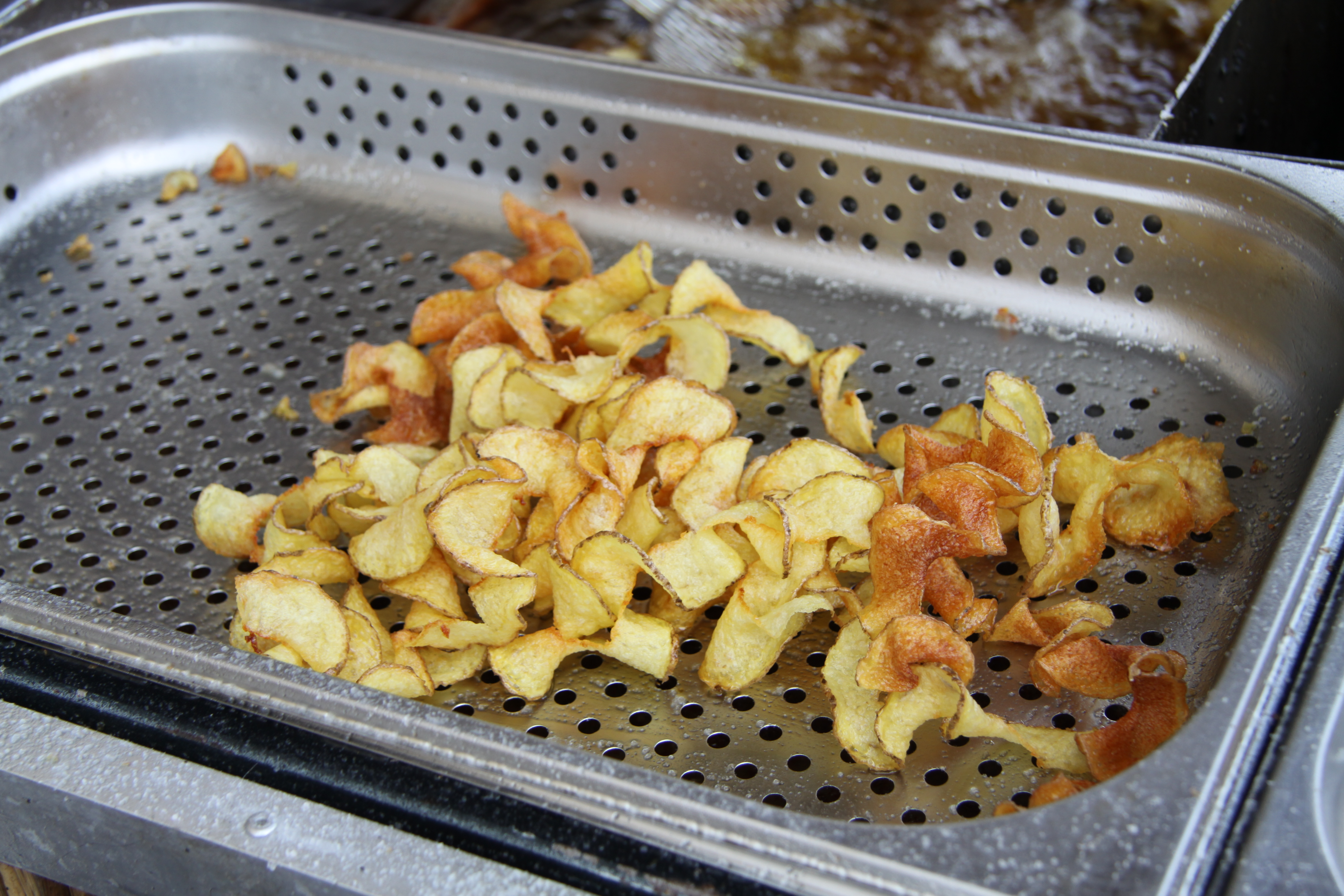
Produit fini.